# La Vounaise
La Vounaise (toponimo francese) è una frazione del comune svizzero di Estavayer, nel Canton Friburgo (distretto della Broye).

## Storia

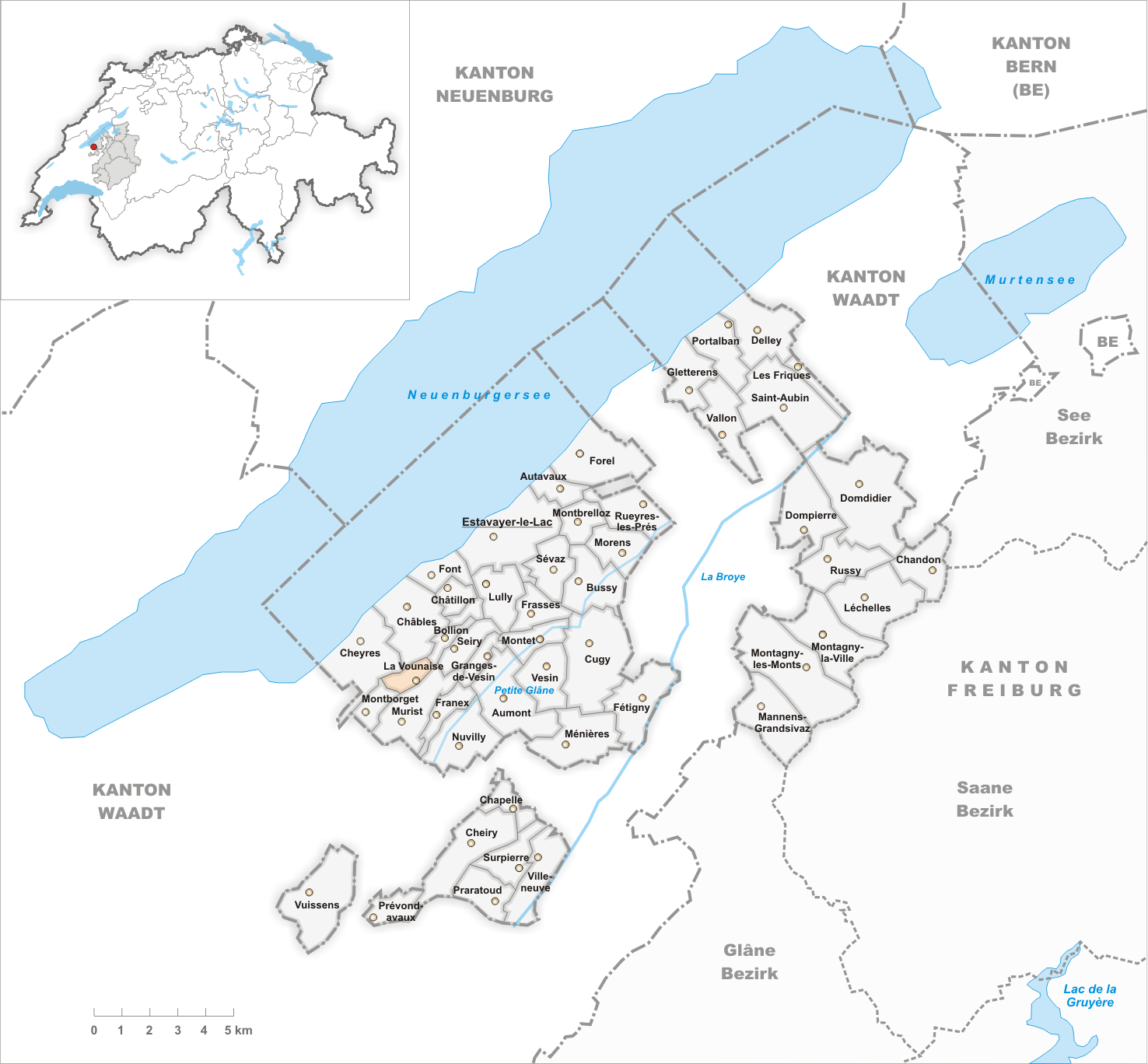
Il territorio del comune di La Vounaise prima degli accorpamenti comunali del 1981

Già comune autonomo istituito nel 1816 con la divisione del comune di Murist-La Molière, nel 1981 è stato accorpato a Murist assieme all'altro comune soppresso di Montborget; Murist a sua volta il 1º gennaio 2017 è stato accorpato agli altri comuni soppressi di Bussy, Estavayer-le-Lac, Morens, Rueyres-les-Prés, Vernay e Vuissens per formare il nuovo comune di Estavayer.

## Società

### Evoluzione demografica
L'evoluzione demografica è riportata nella seguente tabella:
Abitanti censiti

## Amministrazione
Ogni famiglia originaria del luogo fa parte del comune patriziale che ha la responsabilità della manutenzione di ogni bene comune.